# Município de Aurelius (Ohio)
O município de Aurelius (em inglês: Aurelius Township) é um município localizado no condado de Washington no estado estadounidense de Ohio. No ano 2010 tinha uma população de 422 habitantes e uma densidade populacional de 11,52 pessoas por km².

## Geografia
O município de Aurelius encontra-se localizado nas coordenadas 39° 36′ 12″ N, 81° 25′ 27″ O. Segundo a Departamento do Censo dos Estados Unidos, o município tem uma superfície total de 36.63 km², da qual 36,23 km² correspondem a terra firme e (1,1 %) 0,4 km² é água.

## Demografia
Segundo o censo de 2010, tinha 422 pessoas residindo no município de Aurelius. A densidade de população era de 11,52 hab./km².